# 나베타 아토무
나베타 아토무(일본어: 鍋田 亜人夢, 1991년 5월 14일~)는 일본의 은퇴한 축구 선수이다. 과거 시미즈 에스펄스, 아비스파 후쿠오카에서 활동하였다.

## 구단 경력
시미즈 에스펄스 유스 소속으로 활동 중 2009년 12월, 1군으로의 승격이 발표되었다.
2014년 9월, 구단에 더 많은 출전 기회를 요구했으며, 아비스파 후쿠오카로 임대 이적을 떠났다.